# Dolní Slezsko
Dolní Slezsko (slezsky Dolny Ślůnsk nebo Dolny Ślōnsk, slezskoněmecky Niederschläsing, německy Niederschlesien, polsky Dolny Śląsk, latinsky Silesia Inferior) je severozápadní část Slezska, jedna ze dvou – vedle Horního Slezska – hlavních oblastí, na něž se tato historická země ve Střední Evropě tradičně dělí.
Pojem Dolní Slezsko neboli Silesia Inferior vznikl na konci 15. století a vztahoval se na „vlastní Slezsko“ západně od Slezské přeseky, která tvořila přirozenou hranicí mezi Opolským a Vratislavským knížectvím. V současnosti se při určení hranic Dolního Slezska vychází především z podoby vládních obvodů Vratislav a Lehnice v pruské provincii Slezsko a pozdější provincie Dolní Slezsko. Započítává se k němu tedy Kladské hrabství připojené v roce 1742 a zpravidla i část Horní Lužice – buď jen tu, která po druhé světové válce připadla Polsku, nebo (zejména v německém prostředí) všechny lužické oblasti, které patřily pruské provincii Slezsko. Naopak sporná je příslušnost Nisy, Kluczborku či Świebodzinu, jež byly součástí dolnoslezských knížectví, ale od 19. století se řadily k Hornímu Slezsku, potažmo Braniborsku.
V současnosti patří téměř celé Dolní Slezsko Polsku a je rozděleno mezi Dolnoslezské (většina), Opolské a Lubušské vojvodství. Historickou metropolí a největším městem je Vratislav. Mezi další významná města patří Lehnice, Valbřich, Jelení Hora a Zelená Hora, případně též Kladsko a Zhořelec. Před druhou světovou válkou mělo Dolní Slezsko na rozdíl od etnicky smíšeného Horního Slezska převážně německý charakter. Po roce 1945 nahradili původní obyvatelstvo Poláci přesídlení z Kresů, osadníci z centrálního Polska a polští repatrianti ze západních zemí. Jedná se tak nyní o téměř čistě polský region, součást takzvaných „znovuzískaných území“.

## Geografie

### Hranice

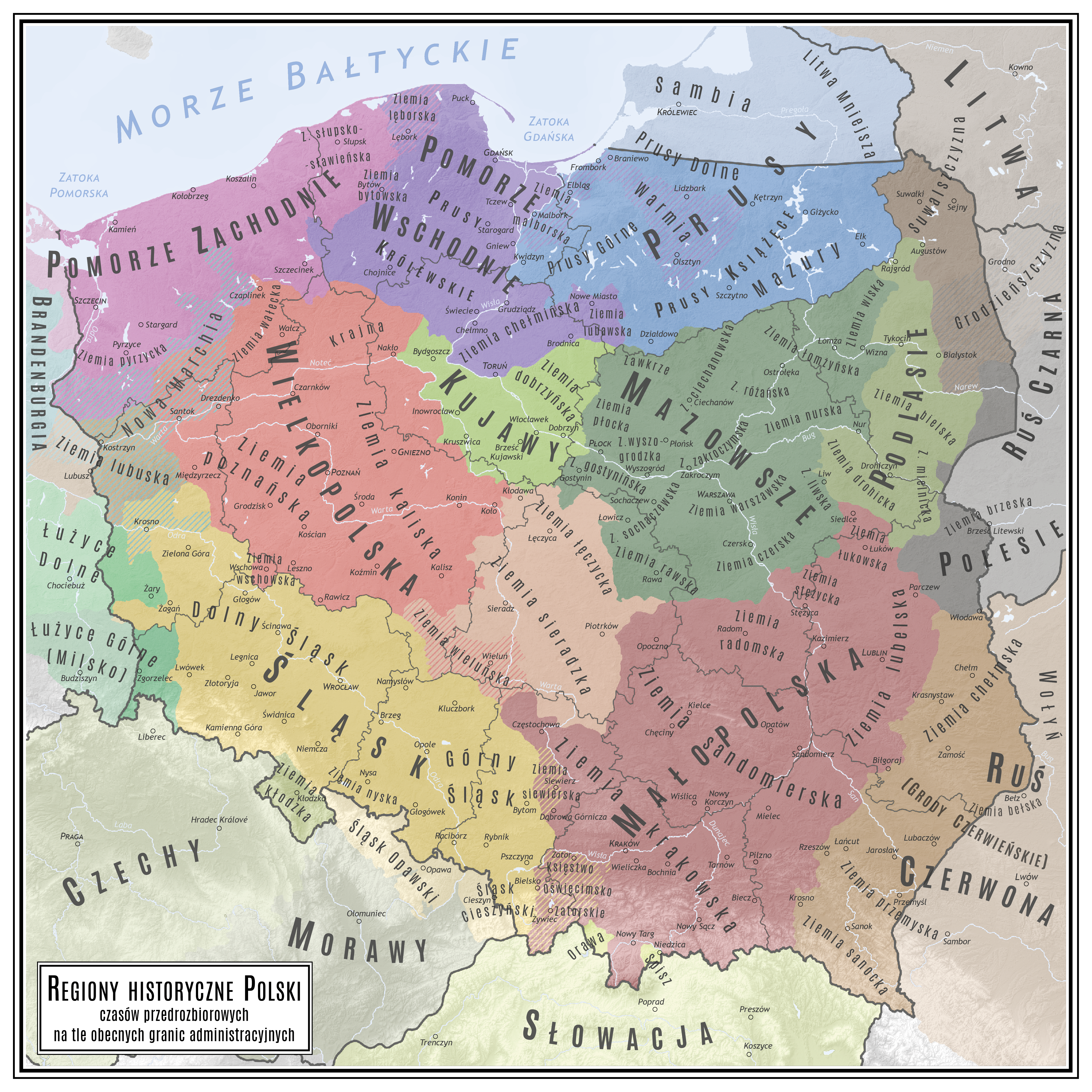
Dolní Slezsko, Slezsko a další historické země Polska na pozadí moderních správních hranic

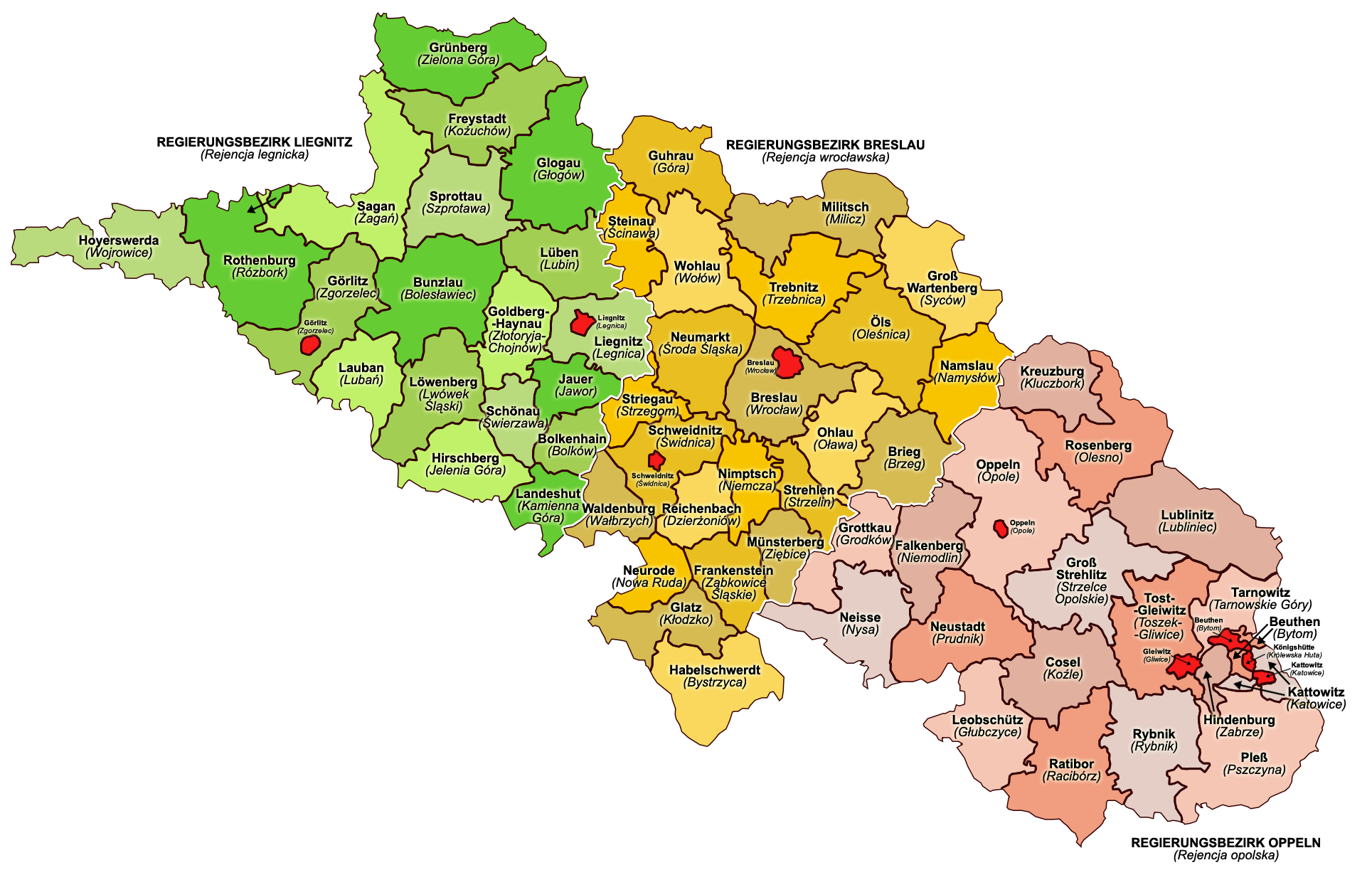
Administrativní dělení provincie Slezsko – dolnoslezské obvody Vratislav a Lehnice vyznačeny v odstínech žluté a zelené

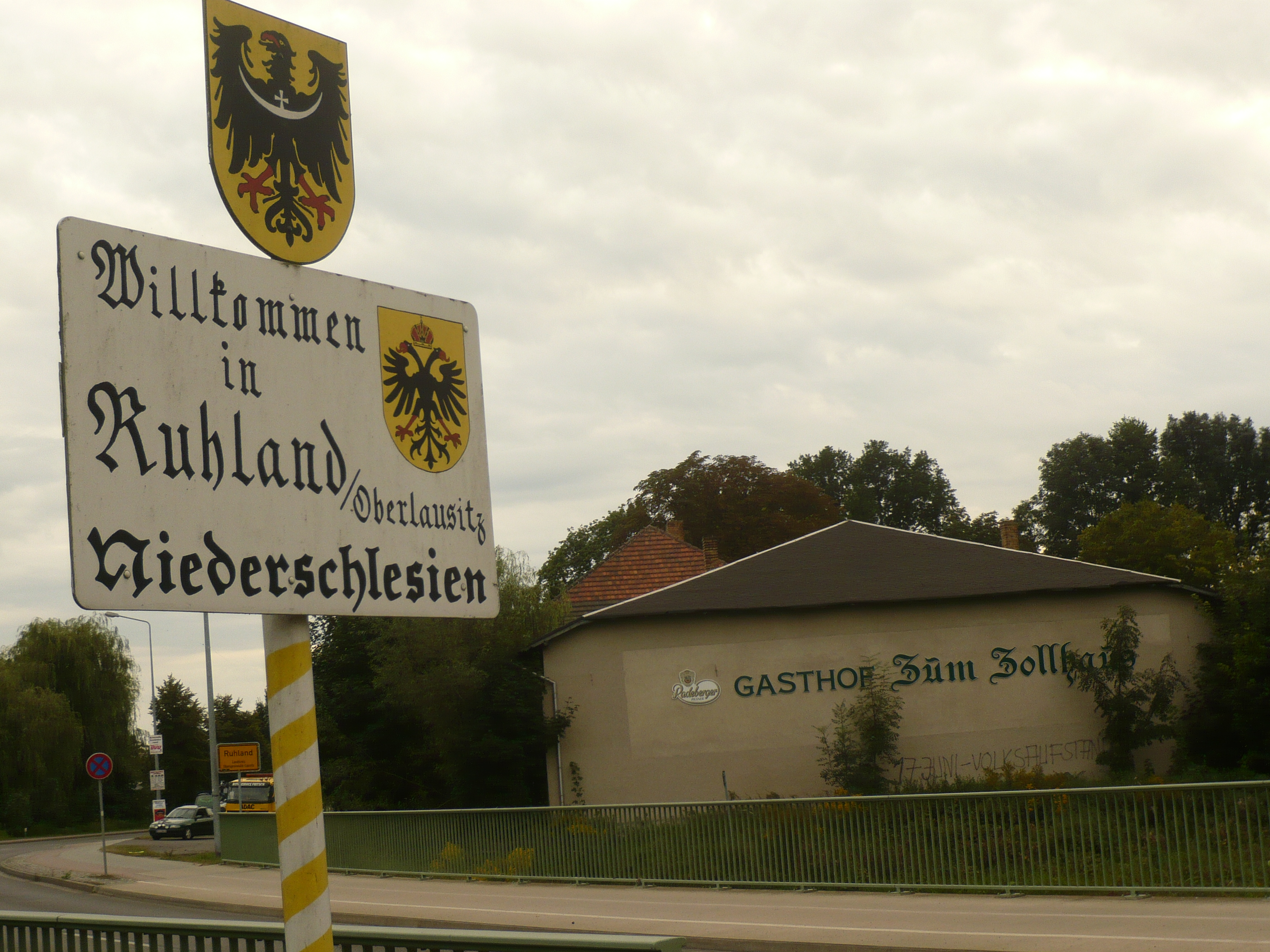
Cedule Niederschlesien na příjezdu do Ruhlandu – nejzápadnějšího města bývalé provincie Slezsko

Slezsko se tradičně dělí na „Dolní“ a „Horní“ podle relativní polohy ve vztahu k Odře: Horním Slezskem se myslí jihovýchodní část země na horním toku řeky, Dolním severozápadní, která leží dále od pramene (byť se jedná o střední, nikoli dolní tok). Termín Silesia Superior (Horní Slezsko) se v historických pramenech začíná objevovat na sklonku 15. století, pak byl k němu per analogiam vytvořen pojem Silesia Inferior (Dolní Slezsko). Oddělovala je Slezská přeseka – pás neprostupných lesů táhnoucích se podél Kladské Nisy a Stobravy, který představoval přirozenou hranici mezi kmenovými územími Opolanů a Slezanů, později mezi Opolským a Vratislavským knížectvím. V novějších dobách toto rozdělení zpečetily kulturní odlišnosti. Dolní Slezsko bylo převážně německé a protestantské, Horní Slezsko etnicky smíšené a spíše katolické. Po druhé světové válce prošlo Dolní Slezsko výměnou populace a úplnou polonizací, Horní Slezsko si naopak zachovalo mnohokulturní ráz.

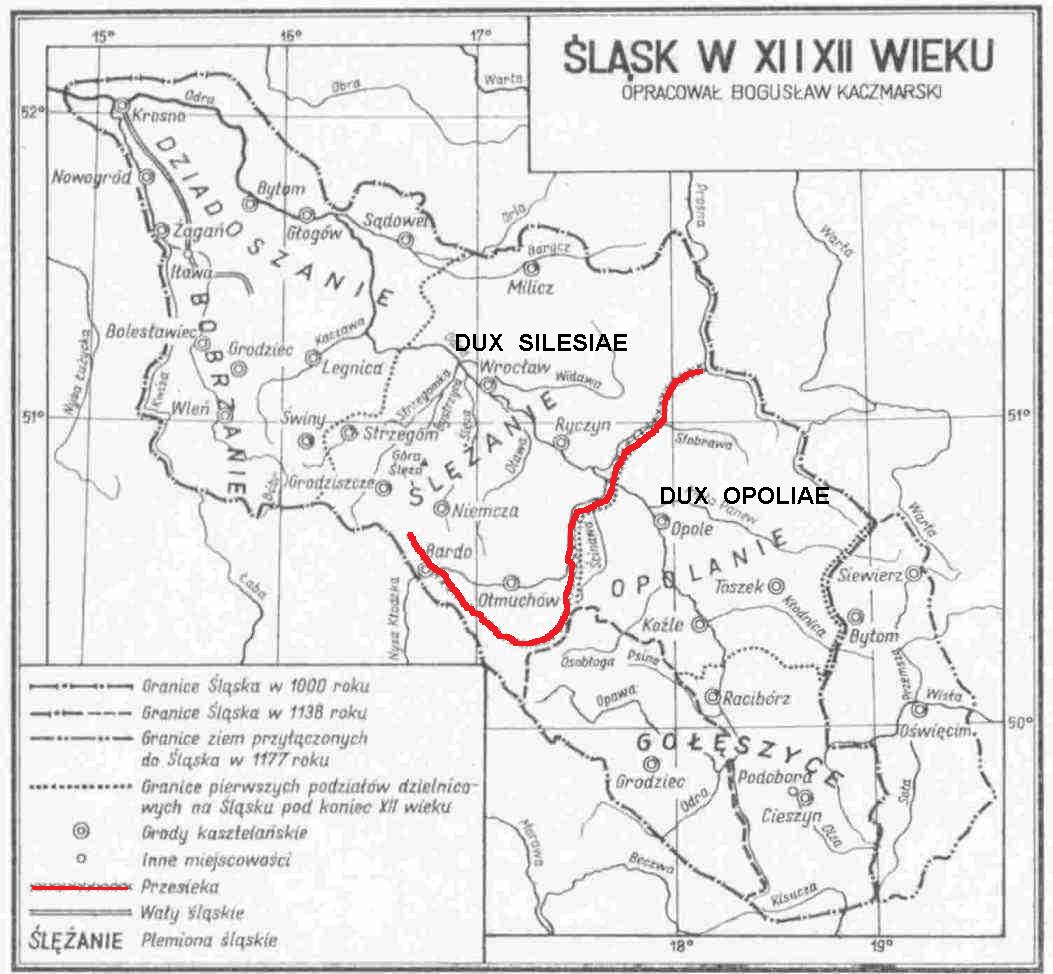
Slezská přeseka na mapě středověkého Slezska

Moderní průběh hranice mezi Dolním a Horním Slezskem je diskutabilní. V hornoslezských regionalistických kruzích se nejčastěji Horní Slezsko definuje jako území bývalého pruského vládního obvodu Opolí spolu s celým bývalým Rakouským Slezskem, Dolní Slezsko je tedy tvořeno bývalými obvody Vratislav a Lehnice. Východní hranice je tak v úseku mezi česko-polskou hranicí u Bílé Vody a obcí Młodoszowice totožná s východní hranicí Dolnoslezského vojvodství (plus šest vsí u Grodkówa), následně se zhruba překrývá s průběhem dálnice A4 a od obce Michałów vede s několika drobnými odchylkami tokem Kladské Nisy a Stobravy až do obce Zawiść, odkud kopíruje hranici mezi okresy Namysłów a Kluczbork. Niské knížectví včetně Jesenicka a také oblast na sever od Kluczborku (součást Břežského knížectví) se však původně řadily k Dolnímu Slezsku a kulturně-společensky s ním vykazují mnoho společných rysů (např. výměna populace po roce 1945). Započteme-li je, pak se východní hranice posune poblíž soudobé hranice mezi Moravskoslezským a Olomouckým krajem (včetně vesnice Heřmanovice a městských částí Mnichov a Železná), následně povede západně od Prudníku, tokem řeky Ścinawa Niemodlińska mezi Mieszkowicemi a Korfantówem, kolem Łambinowic a napojí se na Kladskou Nisu u Kopic. Na severu vede tokem Stobravy (včetně celého Kluczborku) až do obce Brzezinka a potom soudobou hranicí mezi okresy Kluczbork a Olesno.
Kladsko bylo připojeno v roce 1742 k Prusku spolu s většinou Slezska, od roku 1815 bylo součástí pruské provincie Slezsko a nyní leží v Dolnoslezském vojvodství a tvoří se zbytkem jeho území nesporně jednu funkční oblast. Proto je nehledě na dřívější příslušnost k Čechám vnímáno jako slezské území.
Západní hranice Dolního Slezska se původně opírala o Kwisu. V současnosti se posouvá spíš na polsko-německou státní hranicí vyznačenou v roce 1945 na Lužické Nise, protože oblast mezi Kwisou a Nisou je sice historicky součástí Horní Lužice, ale postrádá po výměně populace lužickou identitu a zato tvoří nesporně jeden funkční celek se zbytkem Dolnoslezského vojvodství. Pruská provincie Slezsko sahala ještě hlouběji do Horní Lužice – zahrnovala i nyní německou část Zhořelce, Niesky, Hoyerswerdu a Mužakov (Bad Muskau). Slezská identita je tam pořád živá, čehož důkazem je třeba Slezské muzeum v německém Zhořelci, Schlesisches Musikfest a další akce se Slezskem v názvu nebo uvítací cedule Niederschlesien (Dolní Slezsko) na příjezdech do obcí a na dálnici A4.
Od Dolní Lužice odděluje Slezsko v úseku mezi Zahání a obcí Łagoda Bobr, předtím historické Slezsko vráží klin mezi obě Lužice a tvoří výběžek, který sahá okrajově i za Lužickou Nisu a zahrnuje bývalé město Przewóz (Priebus). Krosensko a Sulechówsko odpadly od slezského Hlohovského knížectví ve prospěch braniborské Nové marky v roce 1482. Świebodzinsko tvořilo do roku 1815 nejsevernější slezskou enklávu, poté bylo připojeno k Braniborsku. Z dnešního Lubušského vojvodství tak do Slezska ve smyslu bývalé pruské provincie patří Zelená Hora, Zaháň, Nowa Sól, Sława či Szprotawa, ale slezská identita je tam velmi slabá a obyvatelé se ztotožňují spíše s novodobým pojmem Lubušsko (polsky Ziemia Lubuska) zahrnujícím celé vojvodství jakožto jednu funkční oblast.
Severovýchodní hranice Dolního Slezska, za níž se rozkládá Velkopolsko, se z velké části shoduje se současnou hranicí Dolnoslezského vojvodství, přičemž historicky k němu patřilo také městečko Rychtal a několik obcí východně od Sycówa, které byly odtrženy v roce 1919 na základě Versailleské smlouvy a nyní leží ve Velkopolském vojvodství.

### Přírodní podmínky

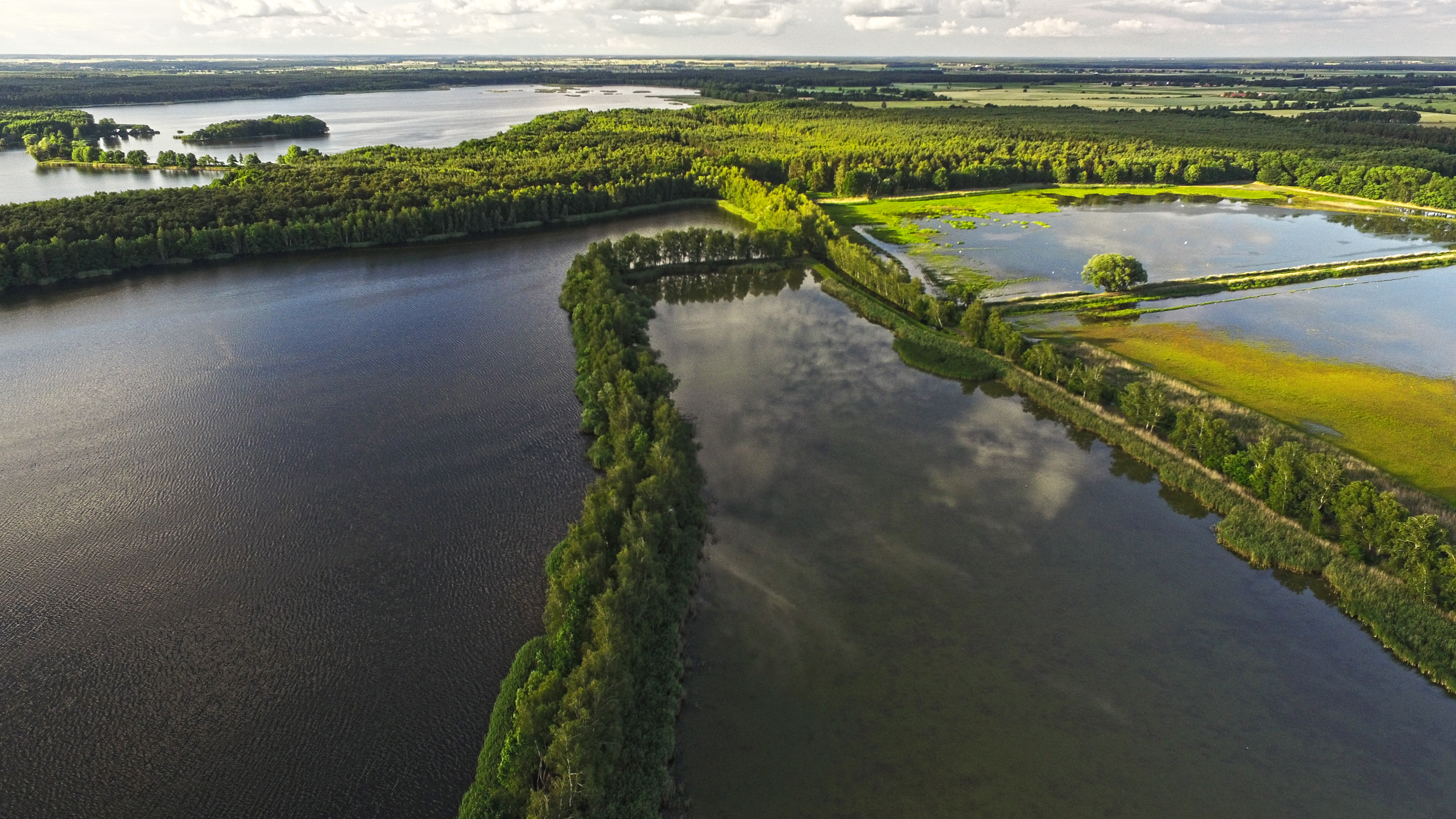
Miliczské rybníky

Sněžka

Dolní Slezsko leží v povodí Odry, jejímiž hlavními přítoky jsou zleva: Kladská Nisa, Olava, Ślęza, Bystřice, Kačava, Bobr s Kwisou a Lužická Nisa; zprava: Stobrava, Widawa a Barycz.
Přírodní jezera se ve Slezsku téměř nevyskytují, pouze na severozápadě v Lubušském vojvodství. Největší je Sławské jezero (8,17 km²). Na umělé vodní nádrže je obzvlášť bohatá hornolužická část Slezska – zatopením opuštěných hnědouhelných lomů vzniká v okolí měst Niesky, Hoyerswerda a Weißwasser největší oblast uměle založených jezer v Evropě. Největší rybniční soustavou jsou Miliczské rybníky v údolí Barycze.
Převážná část území se rozprostírá v nížinách. Z hlediska geomorfologického členění jde o oblasti Slezská nížina, Třebnický val (Wał Trzebnicki) a Miliczsko-hlohovská sníženina (Obniżenie Milicko-Głogowskie) v rámci subprovincie Středopolské nížiny, na západě zasahují také Sasko-lužické nížiny a na severozápadním okraji několik menších celků náležejících Jihobaltskému pojezeří. Pahorkatiny se vyskytují na jihu a patří ke Krkonošsko-jesenickému podhůří nebo se započítávají do Krkonošské oblasti (například Frýdlantská pahorkatina).
Přirozenou jižní hranicí Dolního Slezska tvoří řada pohoří Krkonošsko-jesenické subprovincie, v polštině, němčině a slezštině dodnes hromadně označovaných jako Sudety: Rychlebské hory, masiv Králického Sněžníku, Orlické hory, Stolové hory a Javoří hory, Krkonoše, Jizerské hory a další. Mezi historickým Slezskem a Kladskou kotlinou se rozprostírají Soví hory. Považujeme-li za součást Dolního Slezska i někdejší Niské knížectví, pak se mezi dolnoslezská pohoří řadí též částečně Hrubý Jeseník. Nejvyššími horami jsou: Sněžka (1603 m n. m.), Vysoké kolo (1510 m n. m.) a Stříbrný hřbet (1490 m n. m.), při započtení Hrubého Jeseníku rovněž Praděd (1491 m n. m.). V Krkonošsko-jesenickém podhůří leží masiv Ślęże (718 m n. m.).

### Největší města

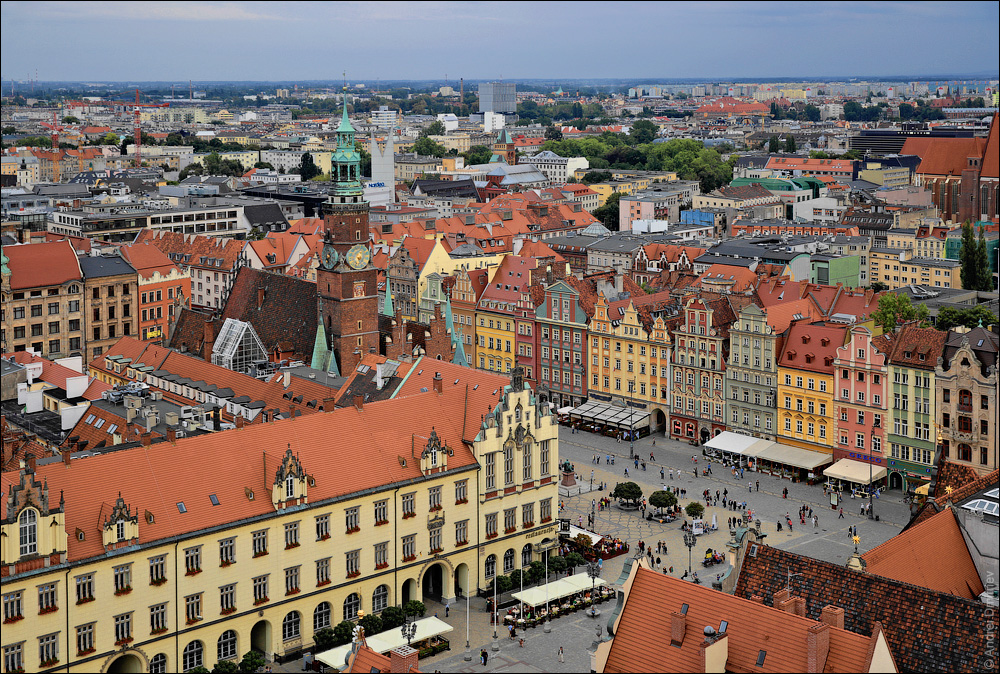
Vratislav

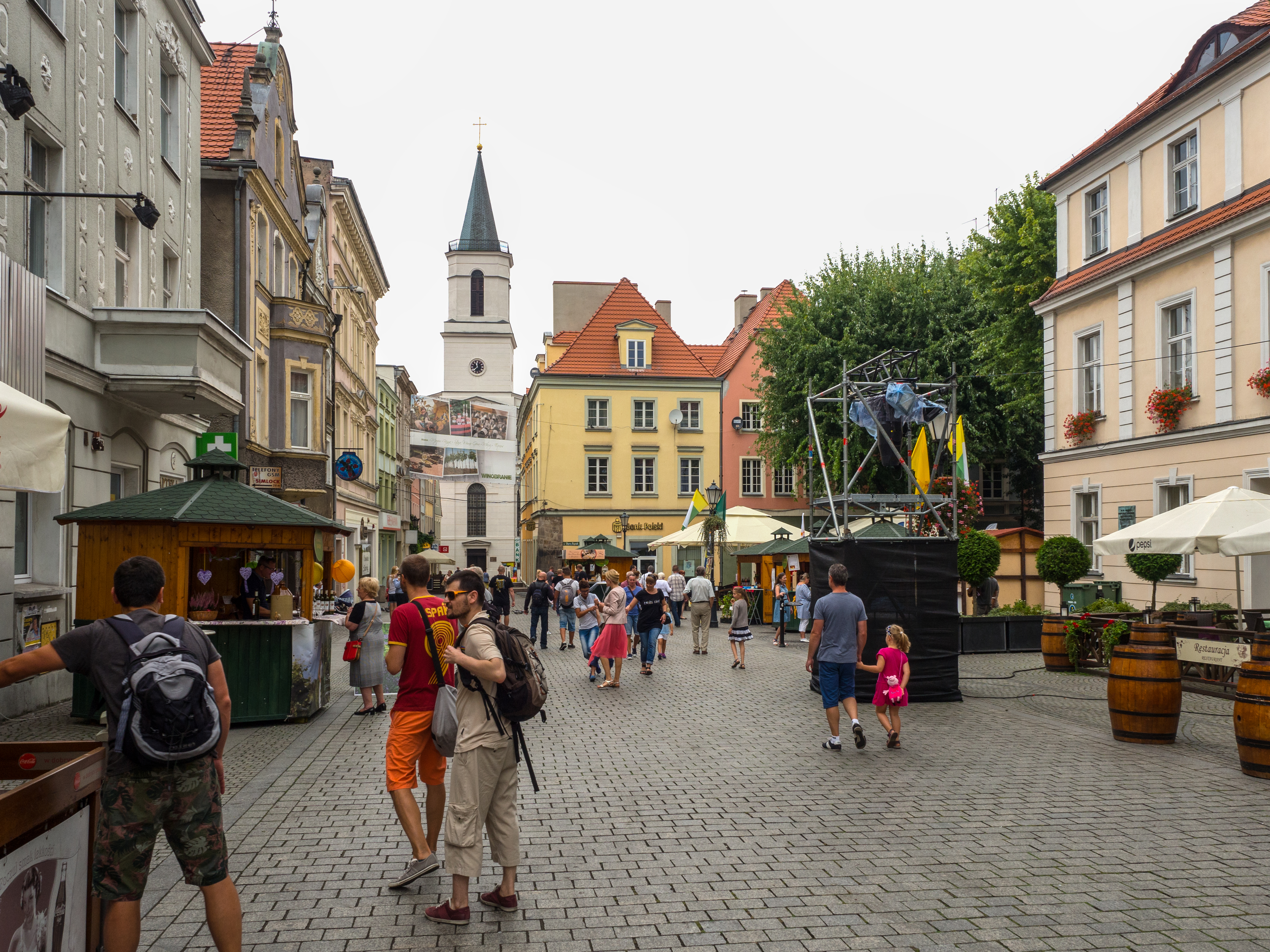
Zelená Hora

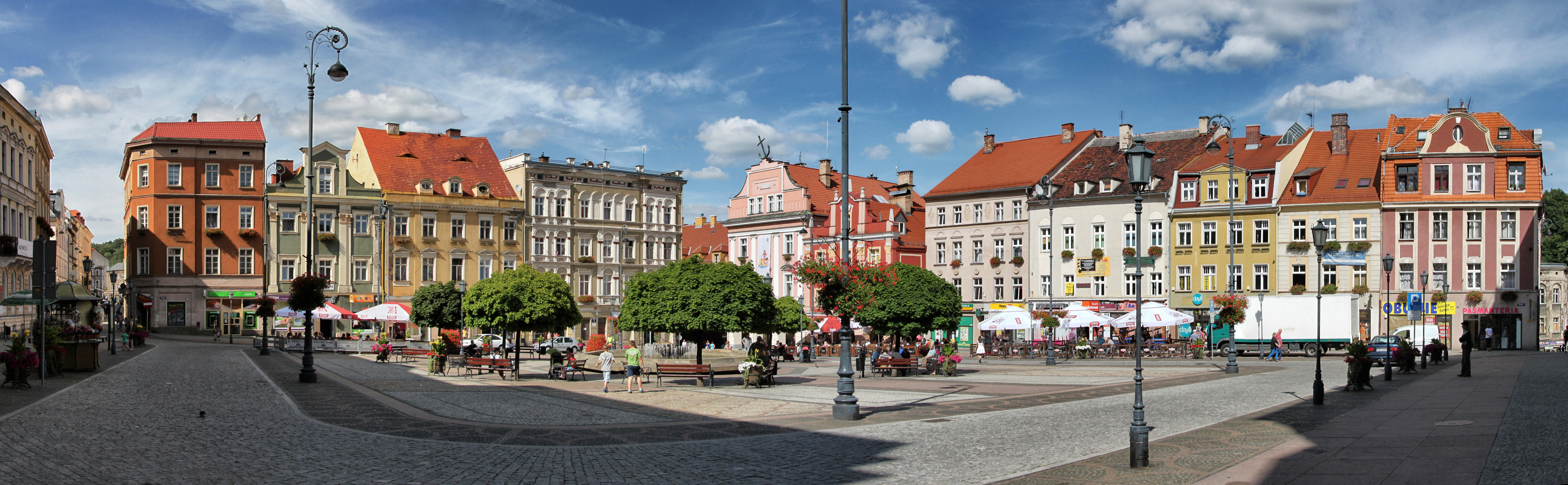
Valbřich

Největším městem Slezska a jeho tradiční metropolí je Vratislav. V roce 2019 měla 642 869 trvale registrovaných obyvatel, přičemž reálný počet obyvatel včetně studentů, cizinců a dalších osob bez trvalého bydliště byl vratislavským magistrátem odhadován na 825 tisíc až 1 milion. Aktuálně je čtvrtým největším městem v Polsku, podle populačních prognóz má ale do roku 2030 předstihnout Lodž a posunout se na třetí pozici.
Nad 100 tisíc obyvatel mají též: Zelená Hora (141 222) a Valbřich (111 356).
Mezi 30 až 100 tisíc obyvatel čítají:
- Lehnice (99 350)
- Zhořelec (z toho 55 980 v německé části[5] a 30 231 v polské části)
- Jelení Hora (79 061)
- Lubin (72 300)
- Hlohov (66 980)
- Svídnice (56 803)
- Nisa (43 680)
- Boleslav (38 872)
- Nowa Sól (38 645)
- Olešnice (37 142)
- Dzierżoniów (33 137)
- Olava (33 108)
- Hoyerswerda (32 405)[6]

## Dějiny

### Rané dějiny

Slezské kmeny v 10. století

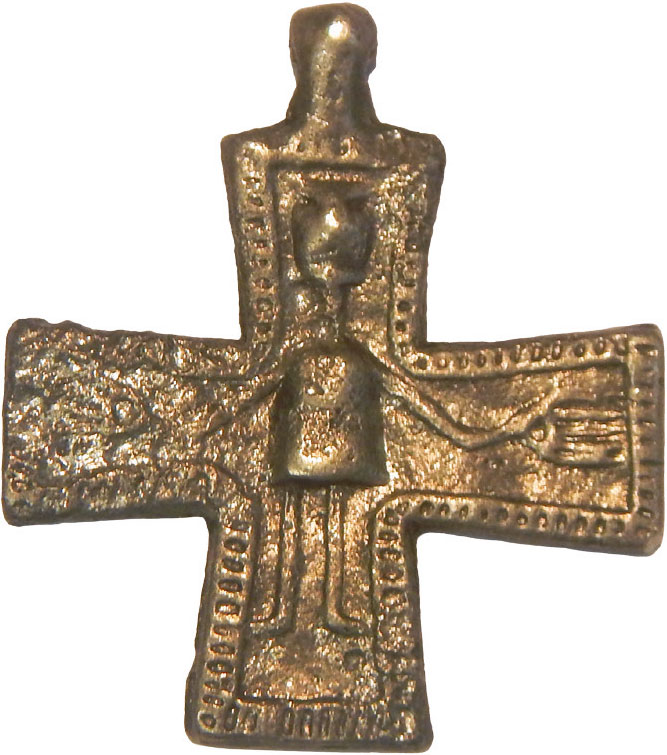
Velkomoravský kříž z 10. století nalezený ve Vratislavi

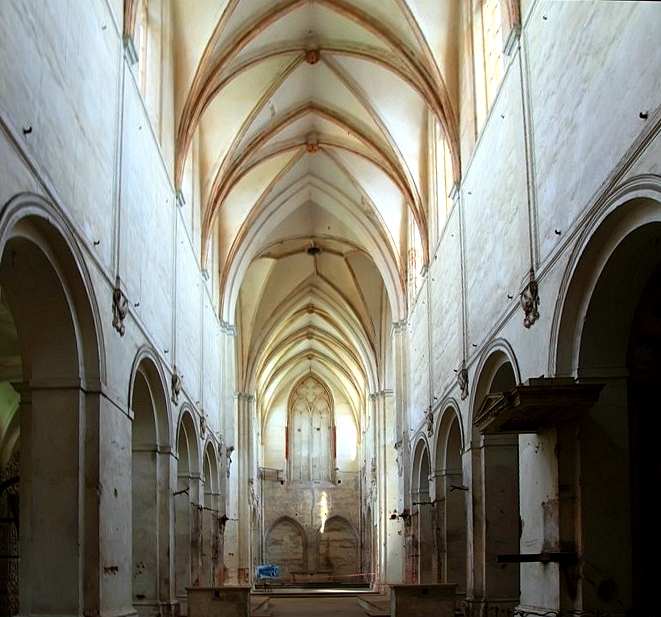
Interiér kostela v opatství Lubuš

V době bronzové obývali dnešní Slezsko nositelé lužické kultury. V posledních staletích před naším letopočtem se objevily germánské kmeny, které byly v období stěhování národů kolem roku 550 až 600 nahrazeny Slovany. Germánské osídlení proběhlo prostřednictvím Vandalů. Mezi jejich hlavní kmeny patřili Silingové, první obyvatelé Slezska doložení v římských kronikách, od nichž je podle některých teorií odvozen název země. Archeologické nálezy dokazují, že v předgermánské době zde žili rovněž Keltové. Kultury obou společností časem splynuly, stejně jako v 6. století n. l. nově příchozí Slované splynuli s některými zůstavšími germánskými klany.
Bavorský geograf zmiňuje dva západoslovanské kmeny v Dolním Slezsku: Slezany (v okolí hory Ślęża) a Dědošany (pravděpodobně na severozápadě v okolí Hlohova). Kosmova kronika česká uvádí také Bobřany (na řece Bobr) a Třebovany (pravděpodobně v okolí Třebnice). V 9. století se jejich kmenová území dostala pod vliv Velkomoravské říše, což potvrzují archeologické nálezy, ovšem to, jestli Slezsko bylo přímo součástí mojmírovského státu, zůstává mezi historiky spornou otázkou. Podle populární hypotézy proběhla velkomoravská expanze ve dvou etapách: roku 875 ovládla vojska Svatopluka I. kraj Holasiců a Opolanů a následně po roce 885 vtrhla přes Kladskou kotlinu do Dolního Slezska. Po pádu Velké Moravy v roce 907 si Slezsko podmanila česká knížata z rodu Přemyslovců. Vratislavovi I. se někdy přisuzuje založení hradiště Vratislav – budoucího hlavního města Slezska. Nicméně pravděpodobnější je, že to vzniklo až kolem roku 983 a bylo na počest Vratislava pojmenováno zpětně, pokud souvislost mezi názvem města a jménem českého knížete vůbec existuje.
V roce 990 dobyl Slezsko s říšskou podporou piastovský kníže Měšek I. Třebaže zakládací listina pražského biskupství zahrnuje i slezská území, hlavním nástrojem christianizace se stalo vratislavské biskupství založené v roce 1000, které spadalo pod hnězdenskou církevní provincii. Hranice Slezska v té době jsou běžně ztotožňovány právě s územím vratislavské diecéze. 11. století uplynulo ve znamení přetahované o Slezsko mezi raně českým a raně polským státem. V roce 1038 obsadil zemi Břetislav I., který využil trvajícího pohanského lidového povstání proti Piastovcům. Takzvaná pohanská reakce měla ve Slezsku proběhnout obzvlášť vehementně, již kolem roku 1033 byla zbourána vratislavská katedrála a na jejím místě obnoven slovanský chrám. Opět k Polsku připojil Slezsko Kazimír I. Obnovitel kolem roku 1050, což stvrdil Quedlinburský mír v roce 1054. Kazimír se rovněž zasloužil o obnovení vratislavského biskupství. Další česko-polská válka vypukla záhy v 60. letech, když Boleslav II. Smělý odmítl platit Čechům tribut ze Slezska. Konflikty a vzájemné vpády na území pokračovaly s různou intenzitou i na přelomu 11. a 12. století (významnou epizodou je například neúspěšné obležení Hlohova roku 1109, kterého se zúčastnil Svatopluk Olomoucký) a ukončil je teprve Kladský mír z roku 1137, jenž ponechal většinu slezského území Polsku. Kladsko, na které si v průběhu 11. století dělali Piastovci nároky, zůstalo českému státu.

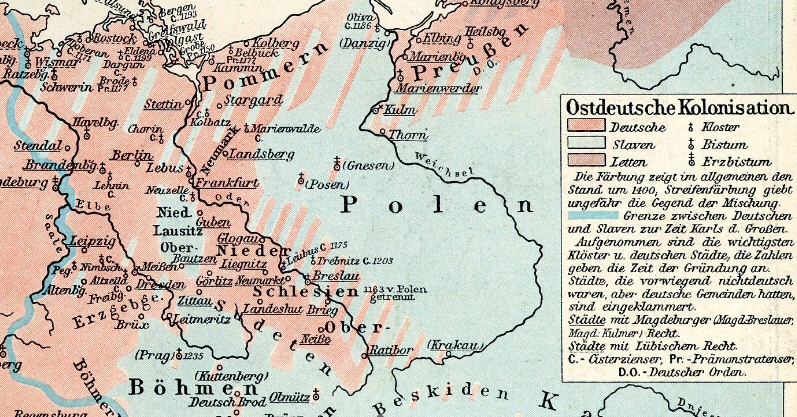
Německá východní kolonizace

Roku 1138 dochází na základě testamentu Boleslava III. Křivoústého k rozdělení polského státu na čtyři části. Vzniká tak Slezské knížectví, jehož prvním panovníkem a zakladatelem slezské větve Piastovců byl Vladislav II. Vyhnanec. Vladislavův spletitý konflikt s bratry nakonec vedl k jeho útěku do Čech a následně do Saska v roce 1146 a období vlády Boleslava IV. Kadeřavého ve Slezsku, proti němuž bojovali císařové Konrád III. a Fridrich I. Barbarossa. Roku 1162 se do země vrátili Vladislavovi synové: Boleslav I. Vysoký, Měšek I. Křivonohý a Konrád Hlohovský. Na podnět Boleslava I. vznikl cisterciácký klášter Lubuš, který se stal významným střediskem slezského písemnictví a pohřebištěm prvních slezských knížat. Vydělení hlohovského údělu v roce 1177 bylo jednou z prvních kapitol v procesu drobení Slezska na řadu polonezávislých knížectví. Dočasně zemi sjednotil Jindřich I. Bradatý v roce 1230, který zároveň vešel do dějin jako zakladatel měst a iniciátor německé kolonizace (prvním městem založeným podle magdeburského práva byl Goldberg (Złotoryja) v roce 1211). Syn Jindřich II. Pobožný padl roku 1241 v bitvě u Lehnice při mongolském vpádu, jehož důsledkem bylo zpustošení a vylidnění velké části země a opětovný rozpad monarchie slezských Jindřichů na samostatná knížectví. V druhé polovině 13. století se ve velkém rozběhlo německé osídlení, Dříve neosídlené horské a podhorské oblasti v Sudetech se záhy staly čistě německé, zatímco germanizace nížinné části Dolního Slezska byla dlouho trvajícím procesem završeným až v moderní době. Ještě na začátku 19. století se mluvilo slovansky na předměstích Vratislavi, v letech 1809–1824 sepsal Baltazar Działas z obce Beckern (Piekary) u Olavy slovník dolnoslezského nářečí.

### Součástí Koruny české

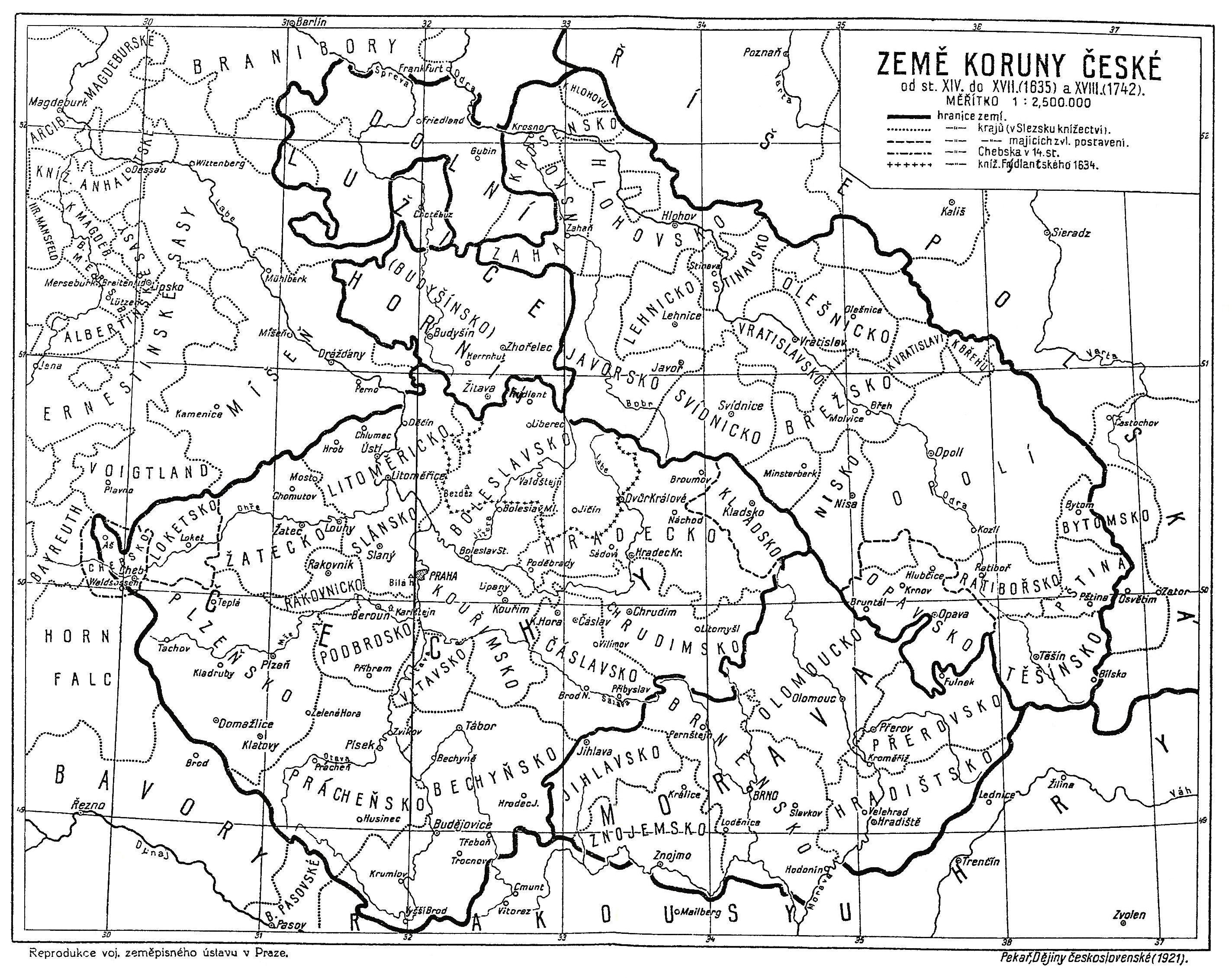
Země Koruny české včetně slezských knížectví

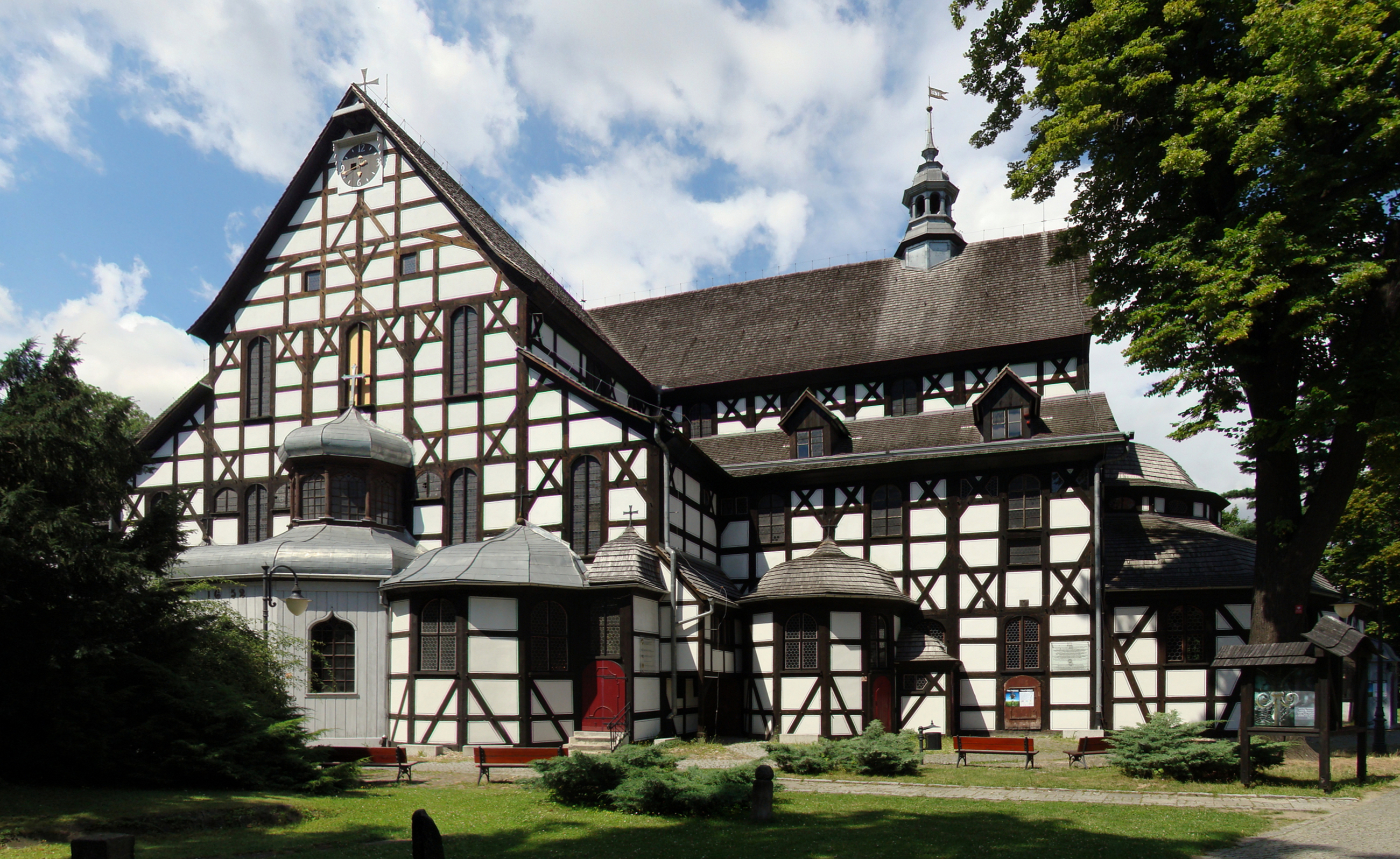
Kostel míru ve Svídnici

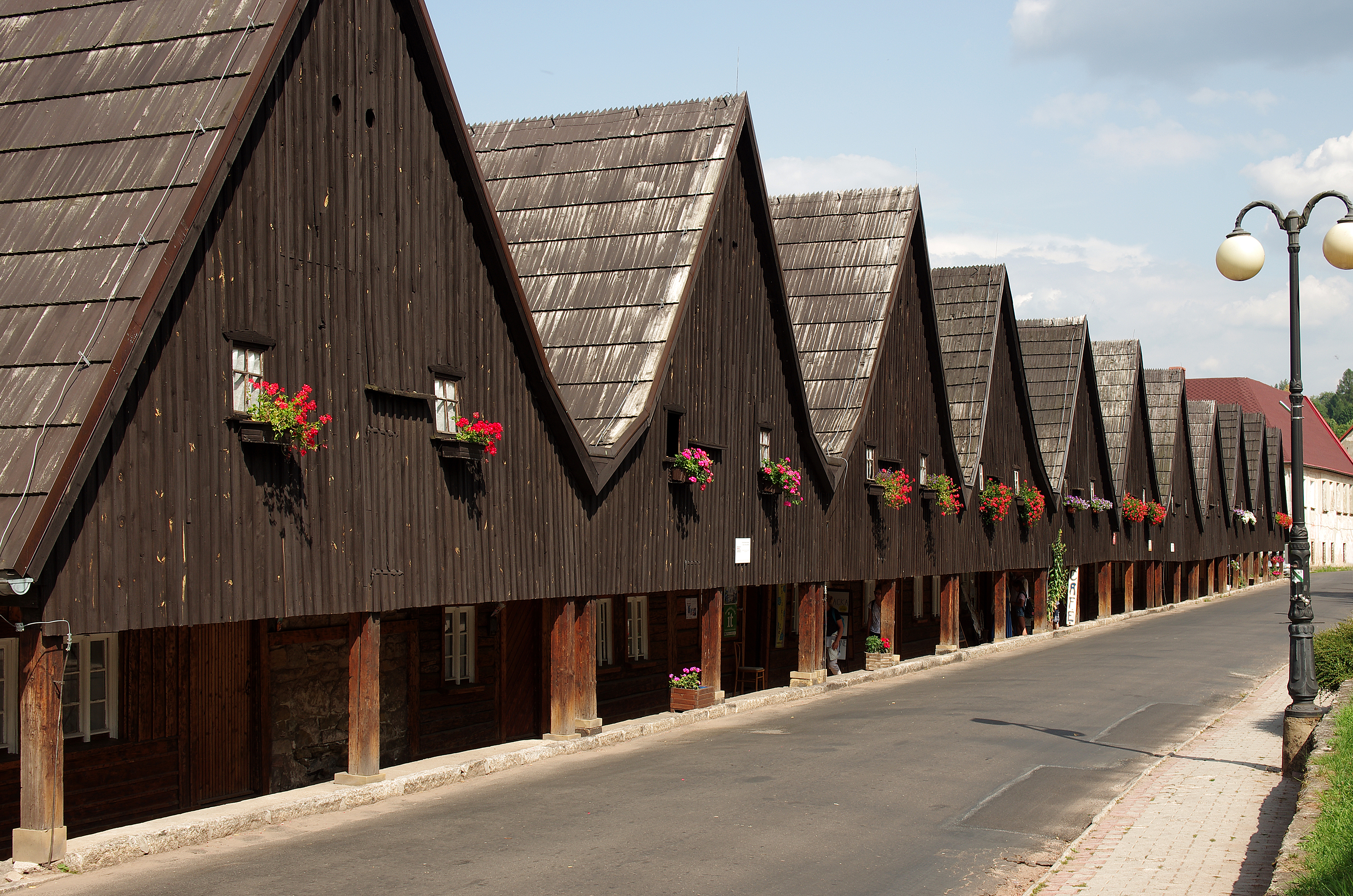
Tkalcovské domky ze 17. století v obci Chełmsko Śląskie

Na sklonku 13. století začal proces sbližování slezských státečků s Českým královstvím, jenž pokračoval i po nástupu lucemburské dynastie. V roce 1327 se leníkem Jana Lucemburského stal vratislavský kníže Jindřich VI. Dobrý. V roce 1329 následovala knížectví Lehnické, Břežské, Olešnické, Zaháňské a Stínavské, roku 1331 pak knížectví Hlohovské, 1336 Minstrberské a 1342 Niské, které bylo majetkem vratislavských biskupů. Bulou ze dne 7. dubna 1348 inkorporoval Karel IV. všechny tyto země do Koruny království českého. Mimo se ocitlo jen Svídnicko-javorské knížectví, které bylo začleněno až po smrti Anežky Habsburské, manželky Boleslava II. Malého, v roce 1392. Začleněním do Koruny české se Slezsko stalo součástí Svaté říše římské, nicméně slezští vladaři nezískali postavení říšských stavů a byli tak podřízení českým králům bez místa a hlasu v říšském sněmu. Již roku 1335 se na základě Trenčínské smlouvy polský král Kazimír III. Veliký vzdal nároků na Slezsko výměnou za to, že se Jan Lucemburský vzdal nároků na polský trůn, který drželi poslední Přemyslovci. Tuto dohodu potvrdil Namyslovský mír z roku 1348 a roku 1372 Kazimírův nástupce Ludvík I.
Vymíráním jednotlivých piastovských větví (1335 vratislavské, 1368 svídnické, 1428 minstrberské, 1492 olešnické, 1504 hlohovské, 1675 břežsko-lehnické) připadala postupně jejich území jako odúmrť přímo České koruně. Vůbec posledním mužským představitelem dynastie byl Jiří Vilém Lehnický (1660–1675). V roce 1482 odpadlo od Slezska ve prospěch Braniborska území kolem Krosna (Crossen) a Sulechówa (Züllichau).
Za husitských válek došlo k oslabení vztahu Slezska k Českému království. Řada slezských měst byla dobyta během spanilých jízd, nicméně obyvatelstvo zůstalo převážně katolické. Jiří z Poděbrad zakoupil pro sebe Minstrberské knížectví, jeho potomci drželi potom i Olešnicko až do roku 1647. Za vlády Matyáše Korvína (1469–1490) došlo k určité centralizaci slezské správy, byl zřízen post vrchního hejtmana jakožto zástupce krále (zpravidla jím býval vratislavský biskup) a stavovský sněm. Tehdy se začalo výrazněji rozlišovat Horní Slezsko (Silesia Superior) a Dolní Slezsko (Silesia Inferior).
Na rozdíl od husitských myšlenek padly ve Slezsku na úrodnou půdu ideje Martina Luthera. V průběhu 16. století přijala luteránství naprostá většina obyvatel. V Lehnici působící Kaspar Schwenkfeld vyvinul osobitý náboženský směr, který je dodnes zastoupený mezi potomky slezských emigrantů v USA v podobě Schwenckfelder Church. Jistého významu dosáhla též novokřtěnecká skupina gabrielitů. Po vestfálském míru byla náboženská svoboda pro protestanty ponechána na základě cuius regio, eius religio ve Vratislavi, na Břežsku, Lehnicku, Olešnicku a Volovsku. V ostatních rekatolizovaných knížectvích musel Ferdinand III. Habsburský musel souhlasit s výstavbou v 50. letech 17. století tří „kostelů mírů“ v Javoru, Svídnici a Hlohově. Po roce 1709 následovalo šest „kostelů milosti“, z toho pět v Dolním Slezsku (v Zaháni, Kožichově, Jelení Hoře, Landeshutě a Miliczi). Protestantská víra si v pobělohorské době udržela své postavení a Dolní Slezsko zůstalo na rozdíl od Horního převážně evangelické.
Ekonomický vývoj Slezska v raném novověku se opíral především o dvě odvětví: textilní výrobu a těžbu rud. Významnými centry tkalcovství a soukenictví byla města v podhůří Sudet: Jelení Hora, Nová Ruda, Landeshut (Kamienna Góra) či Löwenberg (Lwówek Śląski). Díky ložiskům stříbra, olova, mědi a železa se rozvíjel podsudetský hornický revír: Schmiedeberg (Kowary), Kupferberg (Miedzianka), Valbřich, Stříbrná Hora a další. Zlato se těžilo v Cukmantlu (Zlaté Hory), Hlucholazech a Goldbergu (Złotoryja). V 17. století bylo Slezsko považováno za ekonomicky nejvýznamnější oblast celé Habsburské monarchie, k níž od roku 1526 patřilo. Roku 1702 vznikla ve Vratislavi první slezská univerzita – Academia Leopoldina.

### Po roce 1742

Provincie Dolní Slezsko na mapě Pruska a Výmarské republiky po roce 1919

Výsledkem první slezské války mezi Habsburskou monarchií a Pruskem – jedné z tzv. válek o rakouské dědictví vypuklých v souvislosti s neuznáním pragmatické sankce zajišťující Marii Terezii nástupnictví na císařském trůnu –, stvrzeným Vratislavským příměřím z 11. června 1742 a Berlínským mírem z 28. července 1742, bylo rozdělení Slezska mezi dva státy. Většina území připadla Pruskému království, z Dolního Slezska si Habsburkové ponechali jižní část Niského knížectví (Jesenicko), která byla začleněna do korunní země Rakouské Slezsko. Druhá (1744–1745) a třetí slezská válka (1756–1763), v nichž se Marie Terezie pokoušela zvrátit ztrátu Slezska, nedopadly pro habsburskou říši úspěšně a jen upevnily status quo dosažený roku 1742.
Prusové svůj díl nejdříve rozdělili na 48 okresů a dva departementy (vratislavský a hlohovský), načež při správní reformě v roce 1815 vytvořili provincii Slezsko. Do ní nebyla zahrnuta świebodzinská enkláva, která nově spadala pod Braniborsko, zato se její součástí stalo Kladské hrabství připojené k Prusku také v roce 1742 a podstatná část Horní Lužice. Provincie se dělila na tři vládní obvody (Regierungsbezirk): Lehnice, Vratislav a Opolí. Pojem Dolní Slezsko (Niederschlesien) začal být ztotožňován s územím vratislavského a lehnického obvodu. Vratislav se stala nejen hlavním městem nové provincie, ale i jedním ze tří, vedle Berlína a Královce, sídelních měst pruských králů. Právě na vratislavském zámku sepsal Fridrich Vilém III. v roce 1813 prohlášení An Mein Volk (Mému lidu) povzbuzující k boji proti Napoleonovi, které je považováno za významný milník v utváření celoněmecké národní identity. Od roku 1871 bylo Pruské Slezsko součástí sjednoceného Německa.

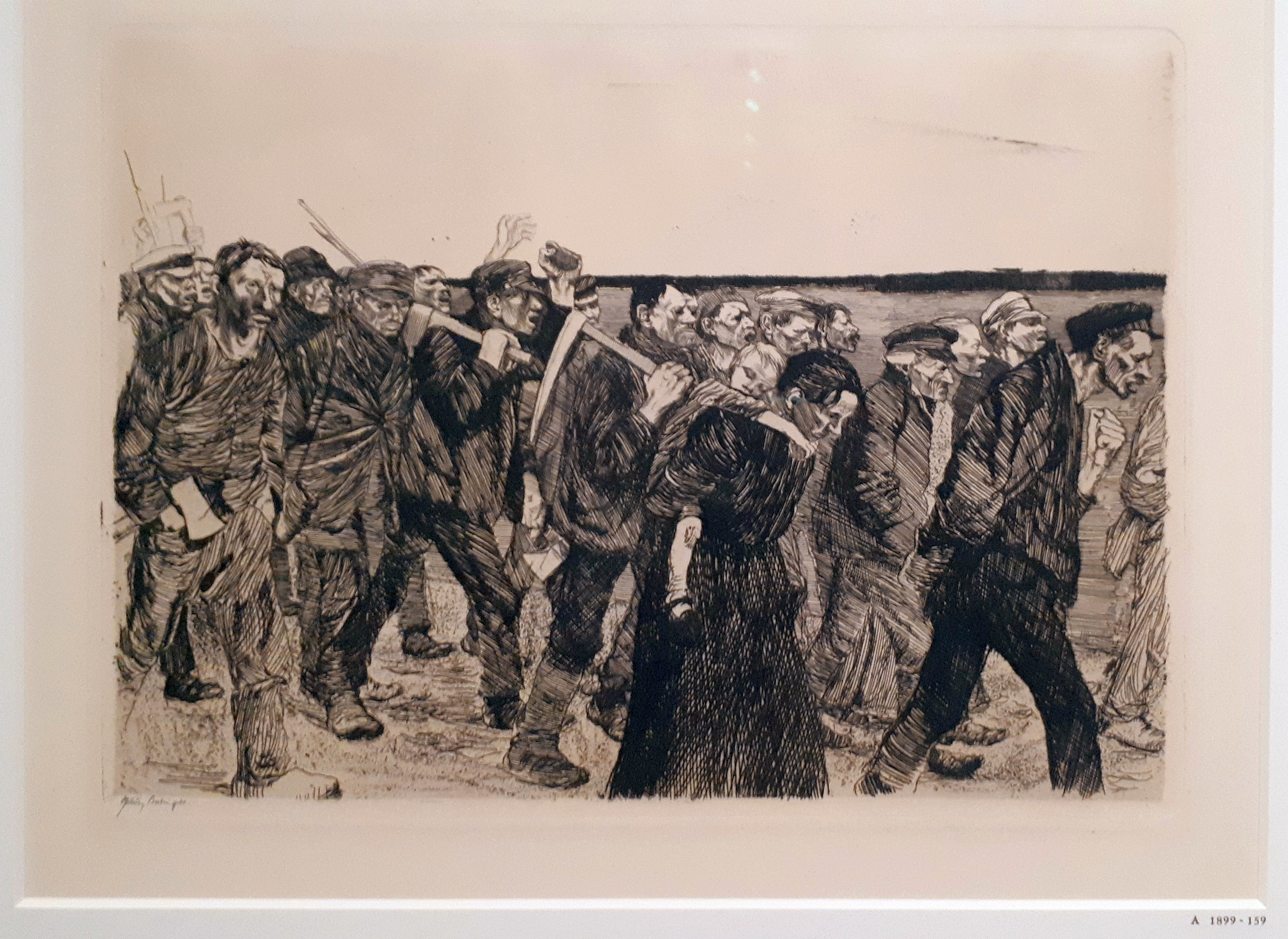
Umělecké vyobrazení povstání slezských tkalců
(Käthe Kollwitz, ≈ 1893)

Průmyslová revoluce výrazně zasáhla zejména podhůří Sudet. V oblasti Valbřichu a Nové Rudy se začalo těžit černé uhlí. Velkoprůmyslový charakter získalo i tradiční slezské odvětví, tedy textilní výroba. Do dějin vešlo povstání slezských tkalců v roce 1844, jež získalo celoevropský ohlas v rodícím se dělnickém hnutí a stalo se námětem světoznámého dramatu Gerharta Hauptmanna Tkalci (Die Weber). První vlak projel z Vratislavi do Olavy dne 22. května 1845. Do konce 19. století Dolní Slezsko disponovalo jednou z nejhustších železničních sítí na světě. V roce 1880 byla Vratislav třetím největším městem celého Německa, po Berlíně a Hamburku. Na začátku 20. století čítala již přes půl milionu obyvatel, ale v důsledku růstu ostatních metropolí spadla na sedmou pozici.
V roce 1885 dolnoslezské obvody Vratislav a Lehnice čítaly dohromady 2 614 624 obyvatel, z toho 67,3 % evangelíků a 31,3 % katolíků. Ve většině okresů tvořili Němci více než 95 % populace. Na východě v okresech Gross Wartenberg (Syców) a Namslau (Namysłów) byli výrazněji zastoupeni slovanští Slezané neboli „Vasrpoláci“, v Českém koutku na Kladsku a v několika exulantských koloniích (Husinec, Nové Poděbrady) žila česká menšina a na západě okresy Rothenburg a Hoyerswerda obývaly 32 tisíce Lužických Srbů. Rovněž rakouské Jesenicko bylo prakticky čistě německé.
V roce 1919 v souvislosti s územními změnami v Horním Slezsku byla vyčleněna samostatná provincie Dolní Slezsko se sídlem ve Vratislavi. K opětovnému sloučení celého německého Slezska v rámci jednoho správního celku došlo v roce 1938. Jesenicko patřilo po první světové válce Československu (v zemi Slezské spojené roku 1928 s Moravou do země Moravskoslezské) a v roce 1938 bylo připojeno k Říšské župě Sudety.

### Druhá světová válka a její následky

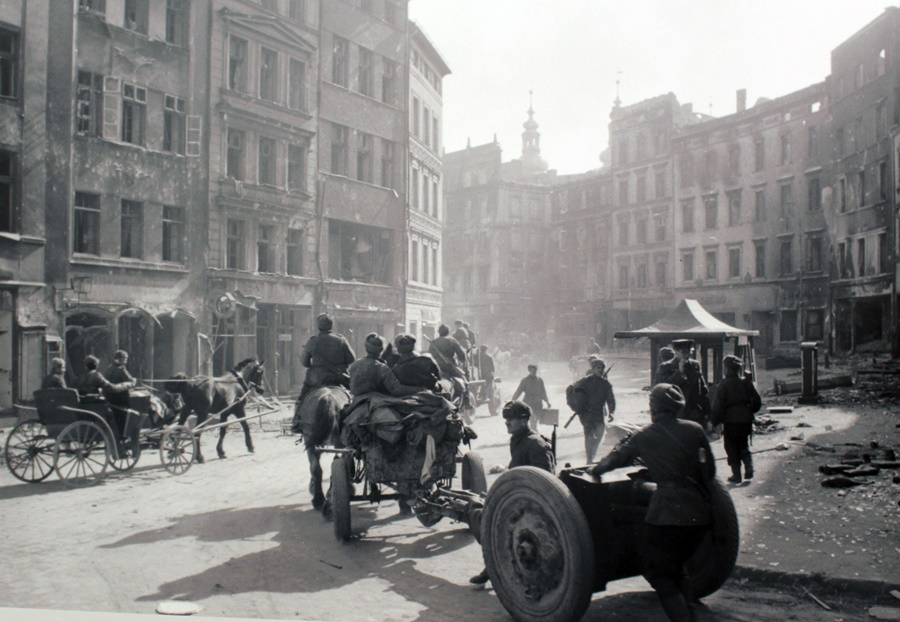
Sovětští vojáci ve vypálené Nise

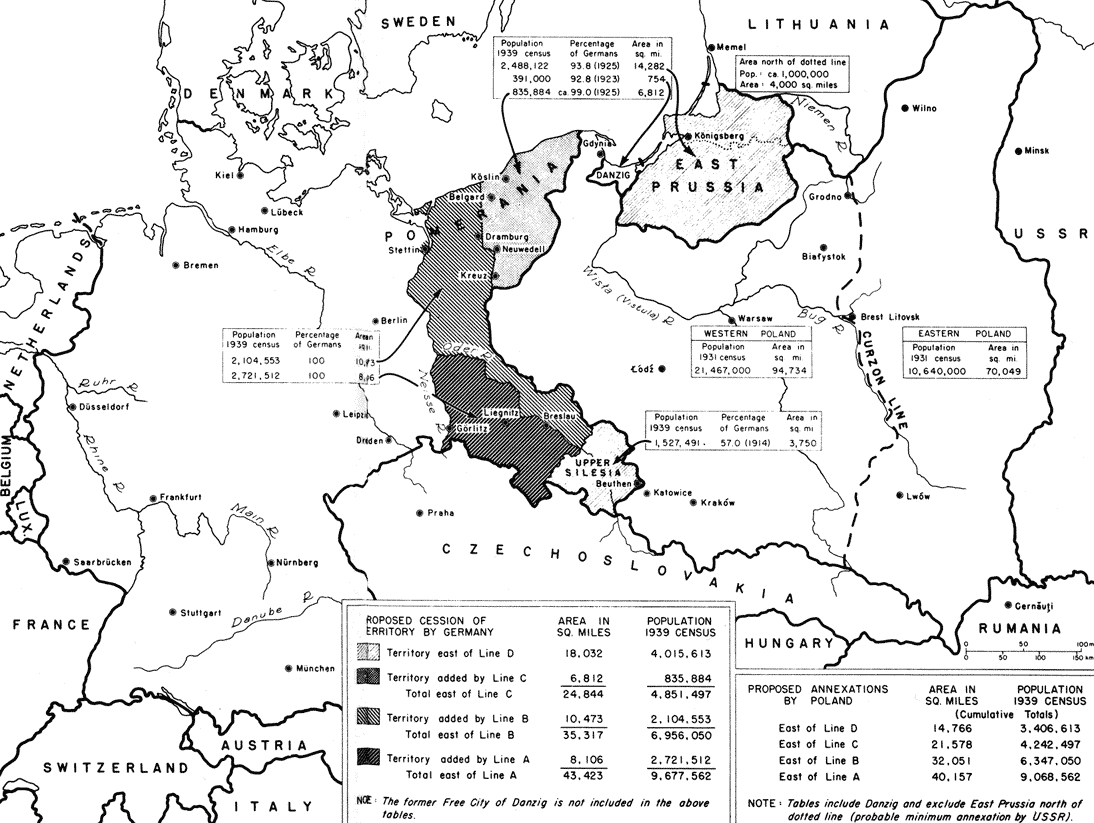
Mapa německé populace určené k vysídlení z území připadlých Polsku včetně Slezska

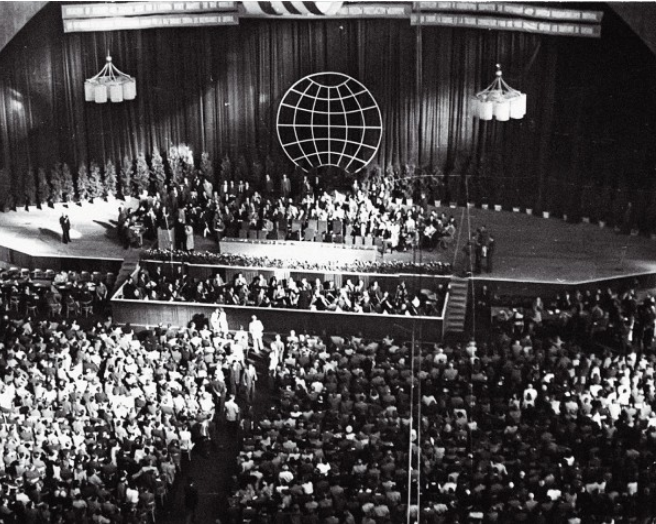
Světový kongres intelektuálů na obranu míru

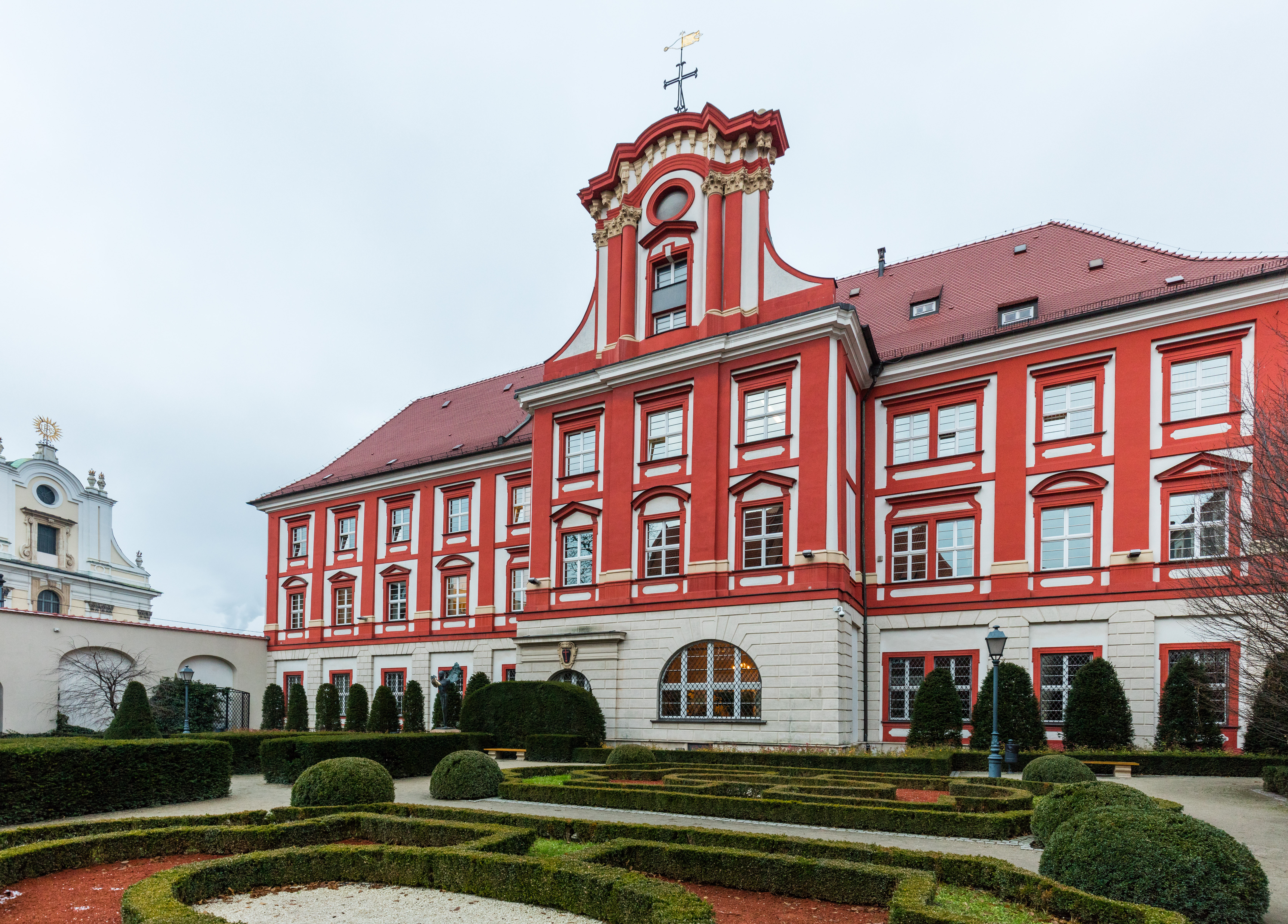
Vratislavské sídlo Národní knihovny Ossolinských

Nacistickou stranu podpořilo ve volbách v březnu 1933 52 % voličů v Dolním Slezsku. V roce 1940 byl nedaleko Střehomi zřízen koncentrační tábor Gross-Rosen.
Příchod Rudé armády do Slezska začátkem roku 1945 byl spojen s vlnou násilností, rabování a obrovskými materiálními škodami. Některá slezská dolnoslezská města byla zničena v souvislosti s boji, například Vratislav prohlášená za Festung Breslau a fanaticky bráněná ještě v květnu několik dnů po pádu Berlína nebo Hlohov, který po dvouměsíčním obležení přišel o 92 % veškeré zástavby. Jiná byla zdevastována již po obsazení Sověty, například Nisa či Lehnice, kde se požárům úmyslně zakládaným po kapitulaci Německa říkalo „ohně vítězství“.
Postupimská dohoda určila novou východní hranici Německa na Odře a Lužické Nise. Celé historické Dolní Slezsko připadlo Polsku a stalo se součástí takzvaných Znovuzískaných území. Postupně bylo rozděleno mezi tři vojvodství: Opolské, Vratislavské a Zelenohorské. Uvnitř nových německých hranic zůstal jen západní hornolužický výběžek pruské provincie, který náležel k sovětské okupační zóně a roku 1949 se stal součástí Německé demokratické republiky (zpočátku spolková země Sasko, potom rozděleno mezi kraje Drážďany a Chotěbuz). Jesenicko patřilo po roce 1945 opět k Československu postupně v rámci země Moravskoslezské do roku 1948, Olomouckého kraje a od roku 1960 Severomoravského kraje.
V letech 1945–1947 proběhlo vysídlení Němců z Dolního Slezska, kterému předcházely spontánní útěk před blížící se sovětskou armádou a „divoký odsun“ na jaře 1945. Část obyvatel však zůstala, a to na základě smíšených manželství nebo jako odborníci v průmyslu, kteří pro svou nepostradatelnost nebyli zařazeni k odsunu a naopak jim bylo zakázáno opustit nové Polsko, popř. Československo. Zejména v oblasti Valbřichu žily i po roce 1947 tisíce Němců zaměstnaných v hornickém a hutnickém průmyslu, oficiální údaje pro celé Vratislavské vojvodství z roku 1950 hovoří o 51 578 osobách. Po ukončení odsunu a vzniku NDR umožnila polská správa v Dolním Slezsku otevřít základní a střední školy s německým jazykem vyučovacím, založit německý kulturní spolek a vydávat německojazyčný týdeník (později deník) „Arbeiterstimme“. Velká část těchto zůstavších dolnoslezských Němců však dobrovolně opustila Polsko během vystěhovalecké vlny v letech 1955–1959.
Místo vysídlených Němců zaujali v polské části Slezska Poláci přesídlení z Kresů, tj. východních území postoupených Sovětskému svazu, osadníci z centrálního Polska, a také polští reemigranti z Porúří, Francie, Belgie apod. Ve Vratislavském vojvodství tvořili v roce 1950 přesídlenci z východu 34,9 % obyvatel, osadníci z vnitrozemí 53,9 %, reemigranti 4,9 %. V rámci Operace Visla bylo do Dolního Slezska (okolí Lubinu, Lehnice a Volova) přesunuto mnoho polských občanů ukrajinské a rusínské národnosti. Dzierżoniów (Reichenbach) byl v prvních poválečných letech významným střediskem židovské komunity, Židé vracející se z různých koutů Evropy tvořili v roce 1948 třetinu obyvatel. V polském Zhořelci se na konci 40. let usadil velký počet řeckých emigrantů prchajících před občanskou válkou. Lehnici se pro velký počet tam žijících sovětských vojáků a důstojníků i s rodinami (ve městě sídlil štáb Severní skupiny sovětských vojsk) přezdívalo Malá Moskva. Tyto menšiny výrazně poznamenaly Dolní Slezsko v poválečných dekádách, ovšem v důsledku pozdější emigrace a postupné asimilace mají „poněmecké“ oblasti v současnosti monokulturní ráz – polský a převážně římskokatolický.
Ve zničené Vratislavi se roku 1948 konala propagandistická Výstava znovuzískaných území a Světový kongres intelektuálů na obranu míru, kterého se zúčastnilo mnoho prominentních osobností poválečné Evropy jako například Pablo Picasso či Aldous Huxley. Od hlavního města Slezska si nové Polsko slibovalo, že svým způsobem nahradí ztracený Lvov, čemuž sloužil přesun některých lvovských vědců na Vratislavskou univerzitu, znovuzřízení polské Národní knihovny Ossolinských ve Vratislavi nebo obnovení na vratislavském náměstí lvovského pomníku Aleksandra Fredry. Nicméně teprve v 80. letech dosáhla Vratislav předválečného počtu obyvatel. Řadu dolnoslezských městeček se nikdy nepodařilo dosídlit a ztratila status města (Dobromierz, Miedzianka, Chełmsko Śląskie a další). Při obnově zničených měst se jen zřídka počítalo s rekonstrukcí památek mladších nežli „piastovské“ gotické kostely a historická jádra často nahradila panelová zástavba. Docházelo rovněž k rozsáhlým asanacím ve městech, která nebyla zasažena válkou (např. Jelení Hora, Kladsko, Svídnice).

### Nejnovější dějiny

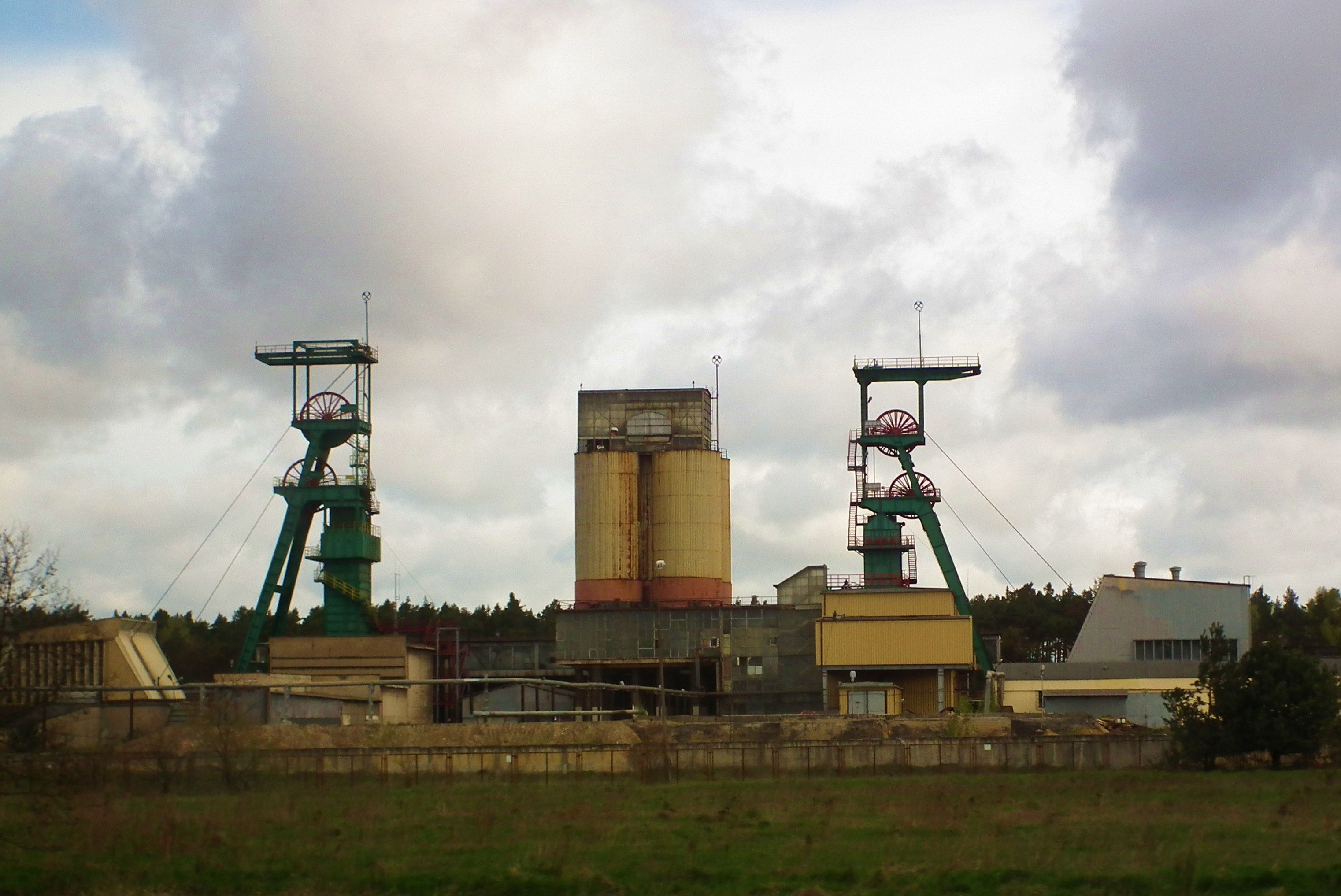
Měděný důl Bolesław v Lubinu

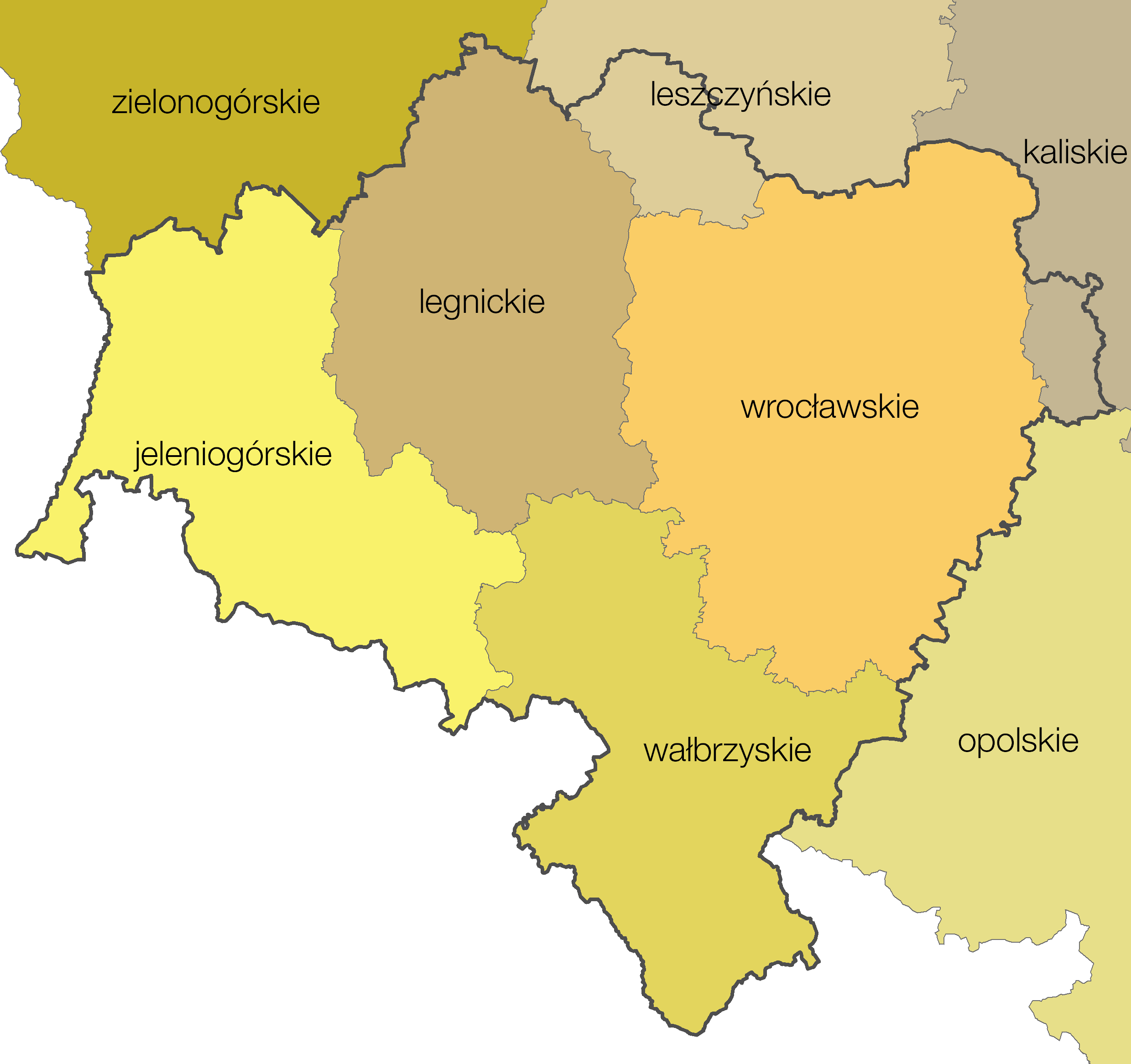
Dolnoslezské vojvodství a „stara vojvodství“ v letech 1975–1998

V období socialismu se mezi stotisícová města zařadily Valbřich, Lehnice a také Zelená Hora, sídlo nového Zelenohorského vojvodství, které spojovalo severozápad Dolního Slezska s oblastmi historicky náležícími Velkopolsku, Braniborsku a Dolní Lužici a pro jeho území se postupně vžilo nepřesné označení Lubušsko (Ziemia Lubuska). Pojem Dolní Slezsko začal být zužován na území Vratislavské vojvodství. V 60. letech vznikla nová průmyslová oblast: Dolnoslezská měďařská pánev okolo Lehnice, Lubinu a Hlohova. Krajinu té části bývalé provincie Slezsko, která od roku 1949 patřila Německé demokratické republice, navždy proměnily povrchové hnědouhelné doly. Souviselo to na jedné straně s prudkým růstem a „nafouknutím“ měst jako Hoyerswerda a Weisswasser, na druhé straně se zánikem řady tradičních lužickosrbských vesnic.
Ekonomická transformace po roce 1989 vedla k uzavření mnoha průmyslových podniků v Dolním Slezsku a uvrhla industriální města do dlouhodobé krize. Zejména v podhůří Sudet vznikla řada sociálně vyloučených lokalit. Míra nezaměstnanosti činila příkladmo ve Valbřichu v roce 2002 27,1 %. Toto město vešlo na přelomu století do obecného povědomí v Polsku jako jeden z hlavních symbolů nezvládnutých reforem. Tamním fenoménem 90. let se staly tzv. bídašachty (biedaszyby), v nichž se po uzavření dolů ilegálně a primitivním způsobem dobývalo uhlí. Situace se začala postupně zlepšovat po vstupu Polska do Evropské unie, byť některé strukturální problémy v postižených oblastech přetrvávají. Z rozlehlé hnědouhelné pánve v Horní Lužici zbyly v roce 2021 lomy Nochten, Reichswalde a také na polské straně Turów, jehož plánované rozšíření je předmětem sporu polské vlády s Českem a Německem, jelikož se nachází v těsném sousedství polsko-česko-německého trojmezí. Rekultivaci povrchových dolů vznikla největší v Evropě oblast umělých jezer (viz Lužická jezera). Jednou sedmdesátitisícová Hoyerswerda přišla během třiceti let o více než polovinu svých obyvatel, podobný pokles zaznamenalo Weisswasser. Na druhé straně rozvoj služeb a high-tech průmyslu prospěl dolnoslezské metropoli Vratislav, jejíž počet obyvatel stoupá a v žebříčku Globalization and World Cities Research Network je řazena jako globální město kategorie Gamma. Dříve velmi hustá síť lokálek byla v polské části Slezska po druhé světové válce zanedbána a mnoho tratí zrušeno v průběhu 90. a 00. let. Po roce 2010 dochází k postupné obnově některých zlikvidovaných tratí zejména v Dolnoslezském vojvodství.
Při správní reformě v Polsku v roce 1975 získaly status vojvodských měst kromě Vratislavi, Zelené Hory a Opolí také Valbřich, Jelení Hora a Lehnice. Části Dolního Slezska byly připojeny k Lešenskému a Kališskému vojvodství. Hranice těchto celků vůbec nerespektovaly historické a kulturní hranice regionu. V roce 1998 je nahradila dodnes existující vojvodství, která do značné míry navázala na členění v letech 1950–1975: Opolské se sídlem v Opolí (zahrnuje dolnoslezské okresy Břeh a Namysłów), Dolnoslezské se sídlem ve Vratislavi a Lubušské se sídlem v Zelené Hoře. Ani jejich hranice neodpovídají Slezsku v zemském smyslu. Německé lužické Dolní Slezsko patří po znovusjednocení spolkové zemi Sasko. Jesenicko bylo při zavedení samosprávných krajů v roce 2000 připojeno k Olomouckému kraji.